# Universidad de Tubinga
La Universidad de Tubinga (nombre original: Eberhard Karls Universität Tübingen, también conocida como "Eberhardina") es una universidad pública localizada en la ciudad de Tubinga (Baden-Wurtemberg, Alemania). Es una de las universidades más antiguas de Alemania, con reconocimiento internacional en los campos de la Medicina, las Ciencias Naturales y las Humanidades. Tubinga es una de las cinco clásicas ciudades universitarias en Alemania, siendo las otras cuatro Marburgo, Gotinga, Friburgo de Brisgovia y Heidelberg. La Universidad ha tenido varios alumnos laureados con el Premio Nobel, especialmente en los campos de la Medicina y de la Química.
Actualmente, posee unos 24 000 estudiantes matriculados. Los 17 hospitales de la ciudad afiliados a la facultad de la Universidad tienen 1500 camas, atendiendo a decenas de miles de pacientes anualmente.

## Historia
La Universidad de Tubinga fue fundada en 1477 por el conde Everardo V de Wurtemberg („Eberhard im Bart“, 1445 - 1496). Más tarde, el primer duque de Wurtemberg, un reformista civil y eclesiástico, creó la escuela después de impregnarse del espíritu renacentista de la educación durante sus viajes a Italia. Su primer rector fue Johannes Nauclerus.
Su nombre actual le fue conferido en 1769 por el duque Carlos Eugenio de Wurtemberg, de quien la institución tomó el nombre (Karls es el genitivo de Karl). La Universidad se convirtió en la principal del reino de Wurtemberg. Hoy en día, es una de las nueve universidades estatales dentro del estado federado alemán de Baden-Wurtemberg.
La Universidad de Tubinga posee una historia de innovación en el pensamiento, particularmente en lo relativo a la Teología, en la cual la Universidad y el "Tübinger Stift" (Seminario) son reconocidos incluso actualmente. Philipp Melanchthon (1497 - 1560), el iniciador del sistema educativo alemán y figura principal en la Reforma Protestante, ayudó a establecer su dirección. Entre los estudiantes (y / o profesores) eminentes de Tübingen se encuentran el astrónomo Johannes Kepler; el economista Horst Köhler (expresidente de Alemania); Joseph Ratzinger, posterior papa Benedicto XVI; el poeta Friedrich Hölderlin y los filósofos Friedrich Schelling y Georg Wilhelm Friedrich Hegel. En ocasiones, se habla de "Los Tres de Tubinga" para referirse a Hölderlin, Hegel y Schelling, que fueron compañeros de habitación en el "Tübinger Stift".
La Universidad creció hasta la cúspide de su importancia a mediados del siglo XIX, con las enseñanzas del poeta y líder civil Ludwig Uhland, y el teólogo protestante Ferdinand Christian Baur, cuyas creencias y discípulos fueron conocidos como la "Escuela de Tubinga" y que iniciaron un análisis histórico de los textos bíblicos, una aproximación también referida como Alto Criticismo. Tubinga fue también la primera universidad alemana que tuvo una facultad de Ciencias Naturales, en 1863. El ADN fue descubierto 1868 en esta universidad por Friedrich Miescher. Christiane Nüsslein-Volhard, la primera mujer alemana que obtuvo el Premio Nobel en Medicina, también trabajó en la Universidad de Tubinga. 
La facultad de Economía y Empresariales fue fundada en 1817 como "Staatswissenschaftliche Fakultät" y fue la primera de esta naturaleza en toda Alemania. En 1970, la Universidad de Tubinga fue restructurada en una serie de facultades como departamentos independientes de estudio e investigación, a la manera de las universidades francesas.

## Investigación

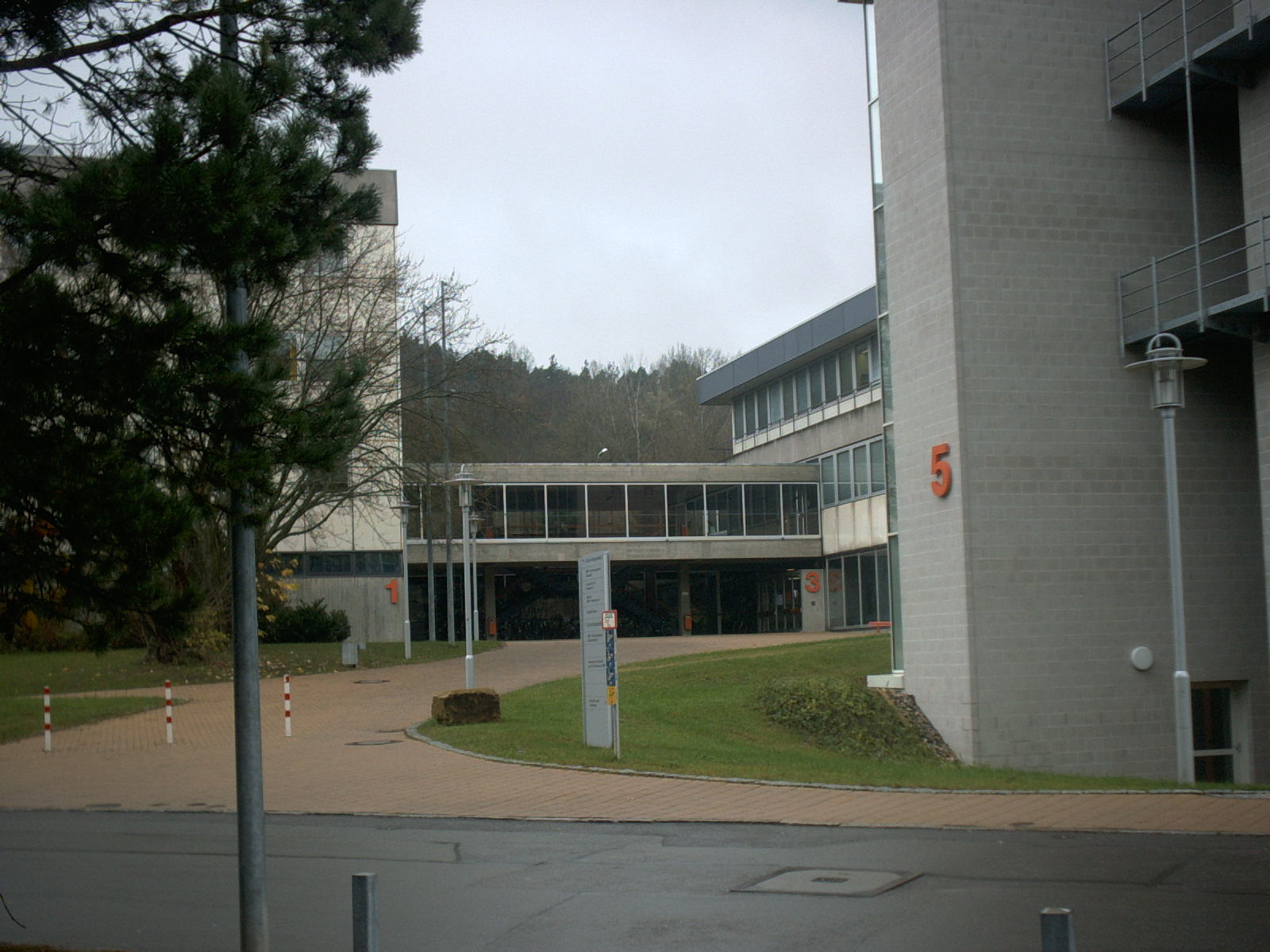
El Zentrum für Molekularbiologie der Pflanzen (Centro para la Biología Molecular de las plantas) de la Universidad de Tübingen es una instalación de investigación científica multidisciplinar (Fisiología Vegetal, Bioquímica Vegetal, Genética Vegetal), localizada en el campus científico de Morgenstelle.

La Universidad de Tubinga está emprendiendo un gran número de proyectos de investigación en numerosos campos. Los más prominentes se encuentran dentro del marco de las Ciencias Naturales. El Instituto Hertie para la Investigación Clínica del Cerebro, por ejemplo, se centra en la neurología general, cognitiva y celular, así como en la neurodegeneración. El Centro Interdisciplinar para la Investigación Clínica se centra principalmente en la biología celular y su aplicación en el diagnóstico y en la terapia de enfermedades sistémicas.

## Situación
La Universidad de Tubinga no tiene sus instalaciones concentradas en un único lugar, sino que se extiende por diversos puntos de la ciudad, a la manera tradicional europea. Existen cuatro zonas con una mayor concentración de instituciones universitarias.
- La Universidad hace uso de numerosos edificios en el casco antiguo de Tubinga, algunos de los cuales datan de la época de la fundación de la Universidad. Hoy en día, estos edificios están ocupados principalmente por pequeños departamentos de Humanidades, como ocurre con el Schloss Hohentübingen (Castillo de Tubinga).

- En el noreste del casco antiguo, el área Wilhelmstraße (que se extiende alrededor de la calle del mismo nombre) acoge los grandes departamentos de Humanidades, así como los departamentos de administración de la Universidad. La biblioteca universitaria principal y el refectorio principal también se encuentran aquí.

- Un nuevo campus para las Ciencias fue construido en los años setenta en Morgenstelle, sobre una colina al norte del casco antiguo de Tubinga. Las instalaciones en esta zona incluyen un gran refectorio.

- Los hospitales clínicos universitarios se encuentran localizados en diversos puntos de la ciudad. La mayor de las once residencias se encuentra en Waldhäuser Ost (1700 habitaciones) y en Französisches Viertel (500 habitaciones).[3]

## Bibliotecas
La biblioteca universitaria, además de para los alumnos matriculados, está abierta al público en general. La biblioteca dispone de tres millones de volúmenes y más de 7 600 revistas. Aparte de la biblioteca principal, existen más de 80 bibliotecas departamentales asociadas a la universidad que contienen otros tres millones de volúmenes. La biblioteca de préstamo principal se localiza en Wilhelmstraße y está compuesta por varios edificios diferentes que están conectados por pasillos y corredores. 
- El Bonatzbau, el edificio más antiguo de la biblioteca, fue construido en 1912 y actualmente alberga la sala de lectura histórica (Historischer Lesesaal), el archivo de la Universidad, junto con numerosas colecciones de manuscritos.

- El edificio principal de la biblioteca, construido en 1963, contiene el mostrador de información y las estaciones de búsqueda para acceder a los catálogos electrónicos y a las bases de datos.

- El Ammerbau es la más reciente incorporación al complejo de la biblioteca. Construido en 2002, ofrece a los usuarios un acceso directo a más de 300 000 volúmenes y a las últimas ediciones de periódicos, revistas y publicaciones. También contiene numerosos puestos de trabajo y habitaciones individuales separadas para los trabajos en grupo.

## Organización

### Facultades
La Universidad está constituida por 14 facultades, algunas de las cuales están subdivididas en departamentos.
- Teología Protestante.
- Teología Católica.
- Derecho.
- Economía, Empresariales y Administración.
- Medicina.
- Filosofía e Historia.
- Ciencias Sociales y del Comportamiento.
- Lenguas Modernas.
- Ciencias Culturales.
- Matemáticas y Física.
- Química y Farmacia.
- Biología.
- Geociencias.
- Ciencias Cognitivas y de la Información.

### Gobierno
La Universidad se gobierna con tres organismos separados, con funciones y cometidos distintos. Los componentes de estos pueden pertenecer a más de un organismo a la vez.
- El Rectorado es la parte ejecutiva del equipo gobernante de la Universidad. El actual rector, el profesor Bernd Engler, está apoyado por cuatro diputados, de los cuales tres son prorrectores (cargo similar al de vicerrector), y un preboste. Existen también miembros permanentes del Senado Universitrario.[5][6]

- El Senado es la sección legislativa del Gobierno. Aparte de los miembros del Rectorado, incluye al Comisionado de Igualdad de Oportunidades, los decanos, 20 miembros electos en representación de los profesores, ponentes, estudiantes, personal no académico y dos consejeros que representan a los hospitales clínicos universitarios.[7]

- El Consejo Universitario (Hochschulrat o Universtätsrat) tiene 13 miembros, incluyendo el presidente y el vicepresidente, así como cinco miembros internos y otros seis externos.[8]

## Vida estudiantil
Puesto que los estudiantes universitarios conforman casi una cuarta parte de la población total de Tubinga, la cultura de la ciudad está en gran parte determinada por ellos. Consecuentemente, existe un bajón en la actividad de la ciudad durante las vacaciones estudiantiles, particularmente durante el verano, cuando un gran número de eventos habituales durante el curso no se celebran. Estrechamente vinculadas con la Universidad existen numerosas sociedades estudiantiles que representan principalmente las artes y los partidos políticos. Más destacable es la cantidad de coros y de grupos de teatro estudiantiles afiliados a la Facultad de Lenguas Modernas, algunos de los cuales interpretan en distintos idiomas. Radio Uniwelle Tübingen es la emisora de radio de la Universidad, que emite siete horas de programas a la semana producidos por los estudiantes bajo la supervisión del personal contratado por la Universidad.
La Universidad también ofrece gimnasios y cursos deportivos, llamados Hochschulsport. Puesto que Tübingen posee un departamento de Ciencias del Deporte con un gran número de instalaciones, los estudiantes de otras materias tienen la posibilidad de participar en varias disciplinas deportivas de forma individual o formando parte de equipos. Además, existe la posibilidad de practicar deportes más exóticos, como el paracaidismo o las artes marciales. Los estudiantes pueden participar en estos cursos gratuitamente o pagando unas tasas reducidas. El departamento de deportes está localizado cerca del área de Wilhelmstraße y puede llegarse allí utilizando alguno de los frecuentes servicios de autobuses.
A diferencia de las ciudades grandes, en Tubinga no suelen aplicarse descuentos para estudiantes. Los cines o la biblioteca pública de la ciudad en particular no ofrecen descuentos para estudiantes, y sólo unos pocos restaurantes ofrecen reducciones en sus comidas. Sin embargo, los estudiantes pueden beneficiarse del Semesterticket, un pase que supone una enorme reducción en el precio del transporte público, que posee una duración de seis meses y ofrece la posibilidad de realizar un número ilimitado de viajes en tren o autobús de la asociación de transportes Verkehrsverbund. El teatro Landestheater Tübingen y todas las piscinas públicas también tienen descuentos para estudiantes.
La vida nocturna en Tubinga se centra en los numerosos pubs del casco antiguo, junto con el gran número de clubs, muchos de los cuales están dedicados a música alternativa. Durante el semestre, el Clubhaus (de carácter público), en el centro del área de Wilhelmstraße, alberga la Clubhausfest semanal (todos los jueves por la noche). Este club popular y de entrada libre está organizado y promovido por sociedades estudiantiles y los cuerpos representativos estudiantiles (Fachschaft), y todas las actividades organizadas son para los estudiantes.

## Alumnos notables
Esta lista también incluye alumnos del Tübinger Stift (Seminario), que no es una parte de la Universidad, pero tiene una estrecha relación con ella.

### Laureados con el Premio Nobel
- Günter Blobel, (1999, Fisiología o Medicina)
- Karl Ferdinand Braun, (1909, Física)
- Eduard Buchner, (1907, Química)
- Adolf Butenandt, (1939, Química)
- Hartmut Michel, (1988, Química)
- Christiane Nüsslein-Volhard, (1995, Fisiología o Medicina)
- William Ramsay, (1904, Química)
- Bert Sakmann, (1991, Fisiología o Medicina)
- Georg Wittig, (1979, Química)

### Teología
- Karl Barth, teólogo cristiano suizo
- Dietrich Bonhoeffer, teólogo luterano, pastor y opositor al régimen nazi
- Paul S. Fiddes, Profesor de Teología Sistemática y Director del Regent's Park College, Universidad de Oxford
- Walter Kasper, cardenal de la Iglesia católica
- Hans Küng, teólogo católico, crítico con la doctrina católica (actualmente vetado en la enseñanza de teología católica)
- Benedicto XVI papa, antes conocido como cardenal Joseph Ratzinger
- Charles-Frédéric Reinhard, político
- Philip Schaff, historiador de la Iglesia
- Miroslav Volf, teólogo cristiano en la Universidad de Yale
- Jan Paulsen, presidente de la Iglesia Adventista del Séptimo Día

### Derecho
- Martin Bangemann, ministro alemán de Economía (1984 - 1988) y comisionado de la UE (1989 - 1999)
- Herta Däubler-Gmelin, ministra alemana de Justicia (1998 - 2002)
- Roman Herzog, presidente de Alemania (1994 - 1999)
- Philipp Jenninger, presidente del Parlamento Federal alemán (1984 - 1988)
- Klaus Kinkel, vice - canciller y ministro de Asuntos Exteriores de Alemania (1993 - 1998)
- Gebhard Müller, presidente del Tribunal Federal Constitucional de Alemania (1959 - 1971)
- Carlo Schmid, político alemán y uno de los "padres de la constitución"

### Economía
- Helmut Haussmann, ministro alemán de Economía (1988 - 1991)
- Friedrich List
- Horst Köhler, presidente del FMI (2000 - 2004) y presidente de Alemania (2004 - 2010)
- Jürgen Stark, Economista Jefe y miembro del Comité Ejecutivo del Banco Central Europeo
- Klaus Töpfer, vice - secretario general de las Naciones Unidas y director ejecutivo del Programa Medioambiental de las Naciones Unidas

### Literatura alemana
- Eugen Gerstenmaier, presidente del Parlamento Federal alemán (1954 - 1969)
- Martin Walser, escritor
- Christoph Martin Wieland, poeta
- Wolfgang Iser, teórico literario
- Kevin Kuhn, escritor
- Walter Jens, filólogo clásico, traductor, escritor y primer catedrático de retórica en Alemania

### Historia
- Kurt Georg Kiesinger, canciller de Alemania (1966 - 1969)
- Rita Süssmuth, presidenta del Parlamento Federal alemán (1988 - 1998)

### Egiptología
- Boyo Ockinga, Egiptólogo

### Filosofía
- Friedrich Hölderlin, poeta
- Georg Wilhelm Friedrich Hegel, filósofo
- Friedrich Wilhelm Joseph von Schelling, filósofo

### Medicina
- Alois Alzheimer, psiquiatra y neuropatólogo
- Victor von Bruns, cirujano
- Karl von Vierordt, fisiólogo
- Gonzalo Mena Rojas, Cirujano maxilofacial

### Ciencias Naturales / Matemáticas
- Theodor Eimer (1843-1898), zoólogo y anatomía comparada
- Hans Geiger, físico
- Johann Georg Gmelin (1709-1755), botánico
- Johannes Kepler (1571-1630), astrónomo
- Karl Meissner (1891-1959) físico